# Mascagnia sepium
Mascagnia sepium är en tvåhjärtbladig växtart som först beskrevs av Adrien Henri Laurent de Jussieu, och fick sitt nu gällande namn av August Heinrich Rudolf Grisebach. Mascagnia sepium ingår i släktet Mascagnia och familjen Malpighiaceae. Inga underarter finns listade i Catalogue of Life.